# Banské
Banské es un municipio del distrito de Vranov nad Topľou en la región de Prešov, Eslovaquia, con una población estimada a final del año 2024 de 2018 habitantes.
Se encuentra ubicado en el centro-sur de la región, cerca del río Topľa (cuenca hidrográfica del río Tisza) y de la frontera con la región de Košice.

## Demografía
| Año        | 1994 | 2004     | 2014     | 2024     |
| ---------- | ---- | -------- | -------- | -------- |
| Población  | 1355 | 1563     | 1811     | 2018     |
| Diferencia |      | +15,35 % | +15,86 % | +11,43 % |

| Año        | 2023 | 2024    |
| ---------- | ---- | ------- |
| Población  | 1974 | 2018    |
| Diferencia |      | +2,22 % |